# Зубков, Виктор Алексеевич
Ви́ктор Алексе́евич Зубко́в (род. 15 сентября 1941, Арбат, Свердловская область) — российский политик, экономист. Специальный представитель Президента России по взаимодействию с Форумом стран — экспортёров газа с 30 мая 2012 года.
Доктор экономических наук, в 1991—2004 годах — заместитель руководителя различных министерств и ведомств. В 2001—2007 годах — руководитель финансовой разведки России. С 14 сентября 2007 по 7 мая 2008 года — Председатель Правительства Российской Федерации. С 7 по 8 мая в 2008 и 2012 годах до назначения нового главы правительства — исполняющий обязанности Председателя Правительства России. С 12 мая 2008 по 21 мая 2012 года — первый заместитель председателя правительства России в составе правительства Владимира Путина. Председатель совета директоров Газпрома. Полный кавалер ордена «За заслуги перед Отечеством». Из-за вторжения России на Украину находится под санкциями Канады и Великобритании.

## Биография
Виктор Алексеевич Зубков родился 15 сентября 1941 года в посёлке Арбат Кушвинского района Свердловской области. 9 января 1969 года посёлок был упразднён ввиду отсутствия населения, ныне его территория входит в Городской округ Верхняя Тура той же области.
После войны семья из эвакуации вернулась в посёлок Тростники Мончегорского района Мурманской области, где Виктор окончил школу № 5. Ныне посёлок Тростники не существует.
В 1958—1960 годах — слесарь Мончегорского ремонтно-механического завода, рудника «Ниттис-Кумужье» комбината «Североникель» в городе Мончегорске Мурманской области.
В 1960—1965 годах — учёба в Ленинградском сельскохозяйственном институте (город Пушкин, Пушкинский район Санкт-Петербурга).
В 1965—1966 (или 1965—1967) годах — служба в Советской Армии в звании лейтенанта, город Пушкин.
В 1967—1970 годах — управляющий отделением, заместитель директора совхоза «Красная славянка», Антелевский сельсовет Гатчинского района Ленинградской области.
В 1970—1981 годах — директор совхоза «Раздолье», Борисовский сельсовет Приозерского района Ленинградской области.
В 1981—1985 годах — генеральный директор сельскохозяйственного производственного объединения «Первомайское» Приозерского района Ленинградской области.
В 1985—1986 годах — председатель исполнительного комитета Приозерского городского Совета народных депутатов.
В 1986—1987 годах — первый секретарь Приозерского городского комитета Коммунистической партии Советского Союза.
В 1987—1989 годах — заведующий отделом сельского хозяйства и пищевой промышленности, заведующий аграрным отделом Ленинградского областного комитета КПСС
В 1989—1991 годах — первый заместитель председателя исполнительного комитета Ленинградского областного Совета народных депутатов.
В 1991—1993 годах — заместитель председателя Комитета по внешним связям мэрии города Санкт-Петербурга (в то же самое время должность председателя Комитета по внешним связям мэрии занимал Владимир Владимирович Путин).
В 1993—1999 годах — заместитель руководителя Государственной налоговой службы Российской Федерации — начальник Государственной налоговой инспекции по городу Санкт-Петербургу.
В 1999 году выдвигал свою кандидатуру на пост губернатора Ленинградской области (с 8,6 % набранных голосов занял четвёртое место).
В 1999—2001 годах — заместитель министра Российской Федерации по налогам и сборам — руководитель управления Министерства Российской Федерации по налогам и сборам по Санкт-Петербургу.
В 2001—2004 годах — первый заместитель министра финансов Российской Федерации, исполняющий обязанности председателя Комитета Российской Федерации по финансовому мониторингу.
В 2004—2007 годах — руководитель Федеральной службы по финансовому мониторингу.
12 сентября 2007 года президент России Владимир Путин предложил его кандидатуру на должность председателя Правительства Российской Федерации, и 14 сентября Государственная дума Федерального Собрания Российской Федерации утвердила его в этой должности (за него проголосовал 381 депутат, против — 47, воздержались 8). Оставался на посту до 8 мая 2008 года, пока Государственная дума не утвердила в этой должности Владимира Путина.
С 4 октября 2007 по 25 мая 2012 года — постоянный член Совета безопасности Российской Федерации.
С 15 октября 2007 по 27 мая 2008 года — председатель Совета министров Союзного государства России и Белоруссии.
С 12 мая 2008 по 21 мая 2012 года — первый заместитель председателя Правительства Российской Федерации. Курировал в Правительстве РФ вопросы развития агропромышленного комплекса, лесного хозяйства и рыболовства.
С 27 июня 2008 года — председатель Совета директоров ОАО «Газпром».
С 12 декабря 2008 по 19 августа 2011 года — председатель Совета директоров ОАО «Росагролизинг».
С 11 января 2010 по май 2012 года — заместитель председателя объединённой правительственной комиссии по экономическому развитию и интеграции; руководитель подкомиссии по таможенно-тарифному и нетарифному регулированию, защитным мерам во внешней торговле.
С 7 по 8 мая 2012 года — исполняющий обязанности председателя Правительства РФ.
С 30 мая 2012 года — специальный представитель Президента России по взаимодействию с Форумом стран — экспортёров газа.
С января 2012 по март 2014 года — председатель Правления и генеральный директор ООО «Газпром газомоторное топливо».
Председатель российского координационного комитета Форума «Петербургский диалог».
Председатель правления Благотворительного фонда по восстановлению Воскресенского Ново-Иерусалимского ставропигиального мужского монастыря Русской православной церкви.

## Партийная принадлежность
Член КПСС с 1967 по 1991 год. С 1995 года входил в состав близкой к правительству партии «Наш дом — Россия». В 2000 году занял пост руководителя петербургского объединения партии «Единство». С 2002 года входил в координационный совет движения сторонников партии «Единая Россия», но после выхода из фракции, сторонником которой он официально является, с ней более не был связан. В момент назначения Председателем Правительства России — беспартийный.

## Учёная степень
- Кандидат экономических наук. Тема диссертации: «Совершенствование налогового механизма минерально-сырьевого комплекса на примере Ленинградской области» (защищена в 2000 году в Санкт-Петербургском государственном горном институте им. Г. В. Плеханова)
- Доктор экономических наук. Тема диссертации: «Российская Федерация в международной системе противодействия легализации (отмыванию) преступных доходов и финансированию терроризма». Защищена в 2010 году в Российской академии государственной службы при Президенте Российской Федерации.

## Санкции
27 октября 2022 года, на фоне вторжения России на Украину, как лицо связанное с компаниями российского энергетического сектора, включён в санкционный список Канады «соратников режима» за «роль в содействии или поддержке неспровоцированного и необоснованного вторжения России в Украину». 24 февраля 2023 года попал под санкции Великобритании против российских элит.

## Классный чин
- Действительный государственный советник Российской Федерации 1 класса

## Награды
- Орден «За заслуги перед Отечеством» I степени (2012)[23][24]
- Орден «За заслуги перед Отечеством» II степени (19 сентября 2008) — за большой личный вклад в проведение экономической политики государства и многолетнюю плодотворную деятельность[25]
- Орден «За заслуги перед Отечеством» III степени (9 мая 2006) — за большой вклад в защиту экономических интересов Российской Федерации и многолетнюю добросовестную работу[26]
- Орден «За заслуги перед Отечеством» IV степени (11 апреля 2000) — за заслуги перед государством и большой вклад в реализацию экономических реформ[27]
- Орден Александра Невского (2015)
- Орден Трудового Красного Знамени (1981)
- Орден «Знак Почёта» (1975)
- Медаль «Ветеран труда» (1986)
- Заслуженный экономист Российской Федерации (16 сентября 200) — за заслуги в области экономики и финансовой деятельности[28]
- Заслуженный работник нефтяной и газовой промышленности Российской Федерации (10 сентября 2021) — за заслуги в области нефтяной и газовой промышленности и многолетнюю добросовестную работу[29].
- Благодарность Президента Российской Федерации (24 октября 2003) — за заслуги в создании системы противодействия легализации доходов, полученных преступным путём, и финансированию терроризма[30]
- Почётная грамота Правительства Российской Федерации (30 ноября 1998) — за большой личный вклад в становление и развитие налоговой системы страны
- Наградное холодное оружие — офицерский кортик[31]
- Почётный гражданин Ленинградской области (2009)
- Почётный гражданин города Нальчика (9 января 2008)[32]
- Почётный гражданин города-героя Волгограда (21 марта 2012)
- Почётный гражданин города Приозерска
- Почётный житель города Сестрорецка (2015)[33]
- Орден святого благоверного князя Даниила Московского I степени (РПЦ, 2011)[34]
- Командор со звездой ордена Заслуг (Венгрия, октябрь 2012) — за развитие двусторонних венгеро-российских политических, экономических, культурных и деловых связей[35].

## Собственность и доходы
С июля 2013 года по февраль 2014 года обладал около 0,0001 % акций «Газпрома», продал долю незадолго до существенного падения котировок на фоне аннексии Крыма.

## Семья
Родословная Виктора Зубкова была составлена. Фамилия Зубковы закрепилась за семьёй только на рубеже XVIII—XIX веов.
- Никита Варфоломеевич (ок. 1680 — после 1763), в 1719 году — крестьянин стольника Леонтья Михайловича Глебова; сельцо Нудокша Старорязанского стана Переслав-Рязанского уезда Переяслав-Рязанской провинции; между 1747 и 1763 деревня продана Ивану Никитичу Демидову и переведена в Нижне-Сергинский завод Сибирской губернии (с 1781 года завод в Красноуфимском уезде Пермской губернии).
- Иван Никитич (1730—?), переведён вместе с семьёй. Жена Марфа Федоровна (1723—?), дочь крепостного деревни Воскресенской Верхнесергинского завода.
- Никита Иванович (1763—1825), до 1812 года переселился (или переведён) в Уфимскую пристань Красноуфимского уезда Пермской губернии. Пристань располагалась на правом берегу реки Уфы, выше реки Серги.
- Федот Никитич (1789 — после 1857). Жена Федосья (1788 — после 1834)
- Фёдор Федотович (1827 — ?), 1-я жена Анна (Настасья) Григорьевна (1827 — после 1857). 2-я жена Дарья Семёновна Пильникова. После отмены крепостного права переслелились в село Мартыновка Челябинского уезда Оренбургской губернии.
- Андрей Фёдорович (1880—?), жена Акулина Федоровна, в 1930 семья раскулачена и выслана в Мурманскую область[38].

Отец — Зубков Алексей Андреевич (род. 27 февраля (12 марта)  1914 года, село Мартыновка, ныне Сафакулевский муниципальный округ Курганской области), приговорён в 1930 году Ялано-Катайским РИК Уральской области по постановлению СНК и ЦИК от 01.02.1930 года «О мероприятиях по укреплению социалистического переустройства сельского хозяйства в районах сплошной коллективизации и по борьбе с кулачеством» к выселению в Кировский район Мурманского округа Ленинградской области. Реабилитирован 14 октября 1992 года УВД Мурманской области. Мать Анастасия Александровна
- Сестра Тамара Алексеевна (род. 1944), муж Владимир Тимошков.
- Брат Александр Алексеевич, рентген-лаборант в городской больнице города Мончегорска Мурманской области.
- Брат Николай Алексеевич.

Виктор Зубков женат.
- Жена — Зоя Михайловна (род. в Новгородской области), окончила Ленинградский сельскохозяйственный институт, владелец компании «Салон Нефертити».
- Дочь Юлия Похлебенина (род. 1970). Окончила Финансово-экономический институт. Владелец аква-фитнес-клуба «Парус» в Санкт-Петербурге[40]. Обе имеют многомиллионные доходы[41].
  - Первым мужем Юлии Похлебениной стал Николай Геннадьевич Похлебенин, сын тесно связанного с Виктором Зубковым бывшего первого секретаря Приозерского горкома КПСС Геннадия Алексеевича Похлебенина[42]. Юлия Зубкова вместе с первым мужем учредила АОЗТ «Север». Руководила аква-фитнесс-клубом «Парус».
    - Старшая внучка Виктора Зубкова, Анастасия Похлебенина, родилась в 1993 году, поступила в Санкт-Петербургский государственный университет, проучилась на юридическом факультете. На данный момент является директором ресторана[43].

  - Вторым мужем Юлии стал петербургский бизнесмен Анатолий Эдуардович Сердюков, который в дальнейшем сделал служебную карьеру в структурах ФНС России и был министром обороны Российской Федерации в 2007—2012 годах.
    - Младшая внучка Наталия Сердюкова — ученица школы.

## Политические решения
Первым объявленным кадровым решением премьера (18 сентября 2007 года) стало прошение об отставке министра обороны Сердюкова «из-за близких родственных отношений». Отставка, однако, не была принята.